# Неподкупность
Неподку́пность — черта характера, добродетель, способность человека не изменять своему долгу несмотря на соблазны и попытки его подкупить. Входит в число так называемых «прусских добродетелей». Неподкупный человек проявляет стойкость и не разменивает честь и достоинство за земные блага.

## Символы неподкупности
Наиболее известные символы неподкупности:
- Горностай. Чисто белый зимний мех горностая символизировал справедливость и неподкупность у многих народов и традиционно использовался для судейских мантий.[2]

## Неподкупный судья в религии и философии
В религиозных воззрениях неподкупный судья (или суд) обозначает окончательный суд в загробной жизни:
- в древнегреческой традиции «три неподкупных судьи» — Эак, Радамант и Минос — решают судьбу душ умерших[3];
- в христианстве «неподкупный судья» — это Иисус Христос, который произведёт суд над всеми народами, когда «приидет во славе Своей и все святые ангелы с Ним» (Мф. 25:31-32):

ты, царь, мнишь, что бессмертен, и впал в невиданную ересь, словно не боишься предстать перед неподкупным судьёй — надеждой христианской

В философии и публицистике образ неподкупного судьи ассоциируется с:
- обществом:

просвещённая Европа не обманывается долго насчёт ценности людей и идей. Этот неподкупный, неуловимый судья и есть настоящий Меценат нашего времени

- временем:

время гораздо больше, чем деньги. Время — самый неподкупный судья и самый беспощадный палач